# Карім Аллаві
Карім Мохаммед Аллаві (араб. كريم محمد علاوي; нар. 1 квітня 1960, Ірак) — іракський футболіст, виступав на позиції правого захисника.

## Клубна кар'єра
Футбольну кар'єру розпочав у 1979 році в клубі «Аль-Амана», в які провів понад 5 років. По ходу сезону 1984 року перейшов до «Ар-Рашиду». У 1993 році підсилив клуб «Аль-Кува», в складі якого 1995 року завершив кар'єру футболіста.

## Кар'єра в збірній
Вперше футболку національної збірної Іраку одягнув у 1981 році. Учасник Олімпійських ігор 1984 року. У футболці цієї команди провів 17 матчів. Учасник Олімпійських ігор 1980 року в Москві. На цьому турнірі зіграв 4 матчі. У 1986 році був викликаний тренером Еварісто де Маседо для участі в Чемпіонаті світу 1986 року, де команда Іраку вилетіла за підсумками групового етапу. Проте став одним з чотирьох гравців іракців, які на турнірі в Мексиці не зіграли жодного поєдинку. У 1988 році був учасником Олімпійських ігор у Сеулі. З 1981 по 1990 рік у футболці головної збірної країни зіграв 90 матчів.

## Титули і досягнення
- Переможець Азійських ігор: 1982
- Переможець Кубка націй Перської затоки: 1984
- Переможець Кубка арабських націй: 1988